# 이광웅
이광웅(1940년 ∼ 1992년)은 대한민국의 시인이다.

## 생애
1940년 전북 이리(지금의 익산)에서 태어났다. 이리 남성고등학교를 졸업했다. 재학 당시 교내 문학상인 ‘남성문학상’ 소설 부문에 당선되어 문학적 관심을 받기도 했다. 원광대학교 국문과 및 동대학원을 졸업하였다. 원광여종고, 군산제일고등학교 등에서 국어 교사로 재직했다. 1967년 ≪현대문학≫ 유치환의 추천, 1974년 ≪풀과 별≫ 신석정의 추천으로 시인으로 등단한다. 1982년 월북 시인의 작품을 읽었다는 이유로 전·현직 교사 9명이 구속된 이른바 ‘오송회’ 사건에 연루되어 투옥된다. 이들은 20여 일의 모진 고문 끝에 ‘교사 간첩단’으로 둔갑되었다. 주동 인물로 지목된 이광웅 시인은 7년 형을 선고받고 수감 생활을 하다가 1987년 특별 사면으로 풀려난다. 이후 군산 서흥중학교에 복직되었으나 이듬해인 1989년 전교조에 가입하면서 다시 교단에서 밀려난다. 이광웅 시인은 2008년이 되어서야 비로소 명예를 되찾는다. ‘오송회’ 사건 재심에서 광주고등법원이 관련자들 전원에게 무죄를 선고한 것이다. 사건 피해자 및 가족들은 국가를 상대로 손해배상 청구 소송을 낸다. 이에 대법원은 2011년 사건 피해자에 대한 국가 배상을 판결한다. 국가 권력의 부당한 폭력에 맞서 정의와 진실을 되찾은 양심의 값진 승리로 간주된다.
1985년 첫 시집 ≪대밭≫을 시작으로 둘째 시집 ≪목숨을 걸고≫(1989), 셋째 시집 ≪수선화≫(1992)를 출간했다. 교육문예창작회 회장, 민족문학작가회의(지금의 한국작가회의) 이사를 역임했다. 1992년 12월 22일 고문과 투옥 후유증으로 한 많은 세상을 떠났다. 전북 군산의 금강 하구에 자리한 이광웅 시인의 시비(詩碑)에는 우리 시사(詩史)에 길이 남을 그의 대표작 ＜목숨을 걸고＞가 새겨져 있다.